# André Adam
André Adam (1911-1991) fue un etnólogo, sociólogo y profesor francés.

## Biografía
Nació el 30 de julio de 1911 en la localidad francesa de Saint-Lô. Entre sus obras se encontraron títulos como Casablanca, essai sur la transformation de la société marocaine au contact de l'Occident (1968) y Histoire de Casablanca (Des Origines a 1914) (1969). Adam, que contrajo matrimonio con Françoise Lagarde, falleció en 1991.